# Institution Adèle de Trenquelléon
L'institution Adèle de Trenquelléon est un établissement scolaire d'Agen qui a été fondé par le père Chaminade et Adèle de Batz de Trenquelléon, fondatrice des religieuses marianistes, les Filles de Marie Immaculée.

## Situation géographique
L'institution se situe sur la commune d'Agen (Lot-et-Garonne), sur l'ancien emplacement du couvent des Augustins.

## Évolution historique

### Origine
L'Ordre des filles de Marie est fondé le 25 mai 1816. Mère Adèle et ses sœurs créent une école pour jeunes filles pauvres dans un endroit appelé maison du Refuge, autrefois Sainte-Quitterie. L'endroit étant insalubre, elles décident d'acquérir une partie des ruines de l'ancien couvent des Augustins. C'est là qu'elles emménagent le 6 septembre 1820.

### Évolution du nom de l'institution
En 1905, lors de la promulgation de la loi de séparation des Églises et de l'État, l'institution reçoit le nom de Sainte Foy, martyre de la ville d'Agen sous l'empire romain.
En 2018, à la suite de la béatification d'Adèle de Batz de Trenquelléon, l'institution prend le nom de sa fondatrice,.